# Suragina uruma
Suragina uruma är en tvåvingeart som beskrevs av Akira Nagatomi 1985. Suragina uruma ingår i släktet Suragina och familjen bäckflugor. Inga underarter finns listade i Catalogue of Life.